# Nikos Marinakīs
Nikos Marinakīs (in greco Νίκος Μαρινάκης?; Candia, 12 settembre 1993) è un calciatore greco, difensore dell'OFI Creta.

## Biografia
Anche suo zio Petros è stato un calciatore.

## Caratteristiche tecniche
È un terzino destro che può giocare anche al centro della difesa.

## Carriera

### Club
Ha giocato nella prima divisione greca.

### Nazionale
Ha giocato nelle nazionali giovanili greche Under-17 ed Under-19.
Ha partecipato ai Mondiali Under-20 del 2013; successivamente ha giocato anche nella nazionale greca Under-21.

## Palmarès

### Club

#### Competizioni nazionali
- Coppa di Grecia: 1

Panathinaikos: 2013-2014